# 増楽町
増楽町（ぞうらちょう）は静岡県浜松市中央区の町名。丁番を持たない単独町名である。住居表示未実施。

## 地理
浜松市中央区の南部、可美地区の中西部に位置する。東で若林町、西で高塚町、南で新橋町及び小沢渡町、北で入野町と接する。

### 河川
- 高塚川

### 学区
小学校・中学校の学区は以下の通りである。
- 浜松市立可美小学校
- 浜松市立可美中学校

## 歴史

### 町名の由来
尭孝が和歌に詠んだ松を人々は叟蘿之松と呼んだ。この美しく立派な老いたる松がある地であることから叟蘿之松より叟蘿、そして増楽と呼ばれるようなった。

### 沿革
- 1991年（平成3年）5月1日 – 浜名郡可美村が浜松市に編入される。また、住所表記が大字増楽から増楽町になる。
- 1992年（平成4年）4月23日 - 浜松市老人福祉センター可美荘（現：浜松市ふれあい交流センター可美）落成。
- 1996年（平成8年）
  - 4月9日 - 浜松市南部保健福祉センター開館。
  - 4月15日 - 浜松市立可美公民館開館。
- 2007年（平成19年）4月1日 - 浜松市が政令指定都市となる。増楽町は南区の一部となる。
- 2013年（平成25年）4月1日 - 浜松市立可美公民館が浜松市可美協働センターへ名称変更する。
- 2016年（平成28年）3月31日 - 浜松市南部保健福祉センター閉館。
- 2024年（令和6年）1月1日 - 浜松市の行政区再編により、増楽町は中央区の一部となる。

## 施設
- 浜松市立可美幼稚園
- 浜松市立可美中学校
- 浜松市可美協働センター
- 浜松市可美公園
- 浜松市ふれあい交流センター可美
- 浜松いわた信用金庫可美支店
- 浜松増楽郵便局
- クックマート可美店
- ミニストップ浜松増楽店
- スズキ歴史館
- 増楽北公園
- 臨済宗方広寺派 東松山 増楽寺
- 熊野神社

## 交通

### バス
- 遠鉄バス12浜名線：（浜松駅 方面 - ）可美公園 - 可美中学校 - スズキ入口（ - 馬郡車庫 方面）

### 道路
- 国道257号（東海道）

## その他

### 警察
警察の管轄区域は以下の通りである。
| 番・番地等 | 警察署         | 交番・駐在所   |
| ---------- | -------------- | -------------- |
| 全域       | 浜松中央警察署 | 可美公園前交番 |

### 消防
消防の管轄区域は以下の通りである。
| 番・番地等 | 消防署   | 本署/出張所 |
| ---------- | -------- | ----------- |
| 全域       | 南消防署 | 本署        |

### 書籍
1. ↑  『わが町文化誌 美しかる可き里』浜松市可美公民館、2005年3月15日、81,82頁。

### WEB
1. ↑  “h02_22.csv”.   総務省 (2022年2月10日). 2024年8月8日閲覧。
2. ↑  “chuouku_menseki.xlsx”.   浜松市 (2024年3月12日). 2024年8月8日閲覧。
3. ↑  “静岡県 浜松市中央区 増楽町の郵便番号 - 日本郵便”.   日本郵便. 2025年2月15日閲覧。
4. ↑  “市外局番の一覧”.   総務省 (2022年3月1日). 2024年8月8日閲覧。
5. ↑  “事業所案内及び管轄地域（事務所3件、分室3件）”.   一般社団法人静岡県自動車会議所. 2024年8月8日閲覧。
6. ↑  “住居表示実施状況／浜松市”.   浜松市 (2024年1月4日). 2024年8月8日閲覧。
7. ↑  “学校名から探す／浜松市”.   浜松市 (2024年1月1日). 2024年8月8日閲覧。
8. ↑  “可美公園前交番｜静岡県警察”.   静岡県警察 (2024年4月1日). 2024年8月8日閲覧。
9. ↑  “消防署の町別管轄「そ」／浜松市”.   浜松市 (2020年3月25日). 2024年8月8日閲覧。